# 关于我国社会主义农村问题提纲
最终解决农村问题，引导农民进入共产主义社会，是共产主义者和工人阶级的崇高的任务。
《关于我国社会主义农村问题提纲》，别称《农村提纲》《关于我国社会主义农业问题提纲》，是朝鲜第一任领导人金日成于1964年发表的论述。该作品提出了关于朝鲜农业政策的最有影响力的声明，其实施使该国的农业的现代化。后来作物产量虽然有所增加，但农民为了增加耕地面积而砍伐森林，继而引发一系列环境问题。
《农村提纲》在后来成为金日成对农业发起“三大革命红旗获得运动”的论据。三大革命是：农业领域的思想、文化和技术革命。这件作品已成为一部标志性作品，并在包括领导人著作在内的其他重要文本中被提及。

## 概述
该文章为朝鲜第一个本土的和意识形态的农业和环境政策奠定了框架。从那以后，该政策的大部分内容沿用至今。该文章是朝鲜农业政策思维方式的范式变化，并且仍然是农业议题上引用数量最多的金日成著作。该著作被认为是他最重要的作品之一。
罗伯特·温斯坦利-切斯特斯称《农村提纲》为“朝鲜书目中之罕见，乃一清晰连贯且系统的著作和理论”。这本著作有利于剖析朝鲜的农业政策，与媒体和学术叙事强调朝鲜的“封闭”之描述相反。
这是金日成仅有的两篇以“學位論文”冠名的著作之一，另一篇是《社会主义教育提纲》（1977年）。没人知道金日成为什么选择了这个限定词；类似的作品有不同的标题。
除独立出版物外，该作品还收录在金日成的各种作品集中。除朝鲜语版本外，它还被翻译为英文、法文、西班牙文、德文、阿拉伯文和丹麦文。

## 历史
1962年8月，金日成领导的地方党经济干部联席会议在平安北道昌城郡召开。《农村提纲》正是在这次会议上构思出来的。1964年2月25日，朝鲜劳动党中央委员会八次全会正式将其列为政纲。

## 农业三大革命
基于该理论，农业将通过“三大革命红旗获得运动”来开展思想、文化和技术革命。文化革命是将合作社整合为更大的生产单位。目标是在国企和合作社之间建立“有机关系”。 技术项目包括加强使用化学品和机械。 提纲将农业提升到等级地位，提出“农民高于城市工人阶级、工业阶级，农村高于城市”，消灭“工农阶级之间的区别”。该理论不仅要求增加农业产值，还要将农民社会改造为“社会主义化”。虽然工人阶级将领导农民，但工业和城市地区应该帮助他们。最终改善农民的生计。
《农村提纲》还强调了教育。应开展农业研究，并向农民传授结论。但金日成脱离现代农学实践，而基于主体思想灌输“农民要体现群众的‘创造力’‘解决短缺问题’，独立解决所有问题”的论点。然而，在现实中，农民经常因以自己的方式做事而受到惩罚。
《农村提纲》提出的五项农业革命关键部分是：扩大灌溉系统、农村供电、土地整治以实现农业机械化、增加化学品和化肥的使用、开垦沼泽地和潮汐地。

## 对农业实践的影响
《农村提纲》使得朝鲜农业从过去依赖轮作、有机肥料和重力灌溉的传统农业现代化。 发表一年后，朝鲜农会按照该政纲进行了重组，并更名为朝鮮農業勞動者同盟。金日成还强调了郡级合作农场管理委员会的作用。
该政纲对朝鲜的灌溉系统产生了巨大影响。朝鲜半岛在历史上曾使用重力灌溉系统，但该政纲要求将灌溉系统机械化。因此，到1998年，在主干线网络中由3,505台泵组成的精细而广泛的灌溉系统已经建成。灌溉区域的跨度在1950年代和1990年代之间扩大了约50倍。大片的高地变成良田。 
基于该政纲发动的革命成功了。到1973年左右，朝鲜的稻米产量足以自给。在1980年代后期，收成达到了创纪录的水平。但不管这些进步如何，受该政纲启发的政策也为未来的危机埋下了隐患，特别是侵蚀和森林退化。
农机工厂按照《农村提纲》的要求制造了更多的拖拉机，但国防问题使资源并不总是可用。尽管如此，自1972年以来，拖拉机的数量为三万辆，两年内翻了一番。农业机械化水平上升，劳动力的需求下降。

## 后续影响
这部著作在朝鲜文学中被广泛引用，许多基础文本都追溯了合法性。
金日成经常谈到土地管理，例如《关于加强土地管理》《让我们有效利用每一寸山河》和《论大规模开垦滩涂》。他的儿子和继任者金正日也撰写了有关土地管理的著作，金正恩也继承了先祖的这套传统。后来金正恩在2012年撰写了《适应社会主义强盛国家建设的要求，使国土管理工作发生革命性变化》。2014年，金正恩在新年辞和2月7日发表的题为“让我们在社会主义农村提纲的旗帜下推动农业生产创新”的文章中重新审视了当年的《农村论》。
1994年1月5日颁发了“农村论发表30周年”纪念奖章。

## 延伸阅读
- Kim Il. . Pyongyang: Foreign Languages Publishing House. 1974. OCLC 8344966.
- Kim Il-sung. . Pyongyang: Foreign Languages Publishing House. 1979. OCLC 8442355.
- —. . Pyongyang: Foreign Languages Publishing House. 1979. OCLC 11375958.
- —. . Pyongyang: Foreign Languages Publishing House. 1994. OCLC 43805426.
- . Pyongyang: Foreign Languages Publishing House. 1974. OCLC 3508641.